# クレイジー作戦
『クレイジー作戦』（クレイジーさくせん）は、1962年10月3日から1963年3月27日まで日本テレビ系列局で放送されていた日本テレビ製作のコメディドラマである。カラー放送。全26話。日本レイヨン（現・ユニチカ）の一社提供。放送時間は毎週水曜 19:30 - 20:00（日本標準時）。

## 概要
クレージーキャッツが同名の映画シリーズの公開に先駆けて始めた、各話完結形式の集団コメディ。クレージーキャッツが初めて演じた本格的コメディであり、戦争をテーマにした内容ながら徹底的なナンセンスコメディに仕上げていた。テーマは太平洋戦争に限らず、あらゆる時代のあらゆる戦争をモチーフにしていた。

## 脚本
- キノトール
- 小野田勇
- 青島幸男

## サブタイトル
1. 決死隊凱旋す
2. 頭上の敵
3. ああ戦友
4. ゴーストタウン占領
5. 五人の斥候兵
6. 最後に笑う男
7. 善戦!演芸隊
8. 虹をつかむ水兵
9. 部下を探せ
10. 黒い設計図
11. 女を探せ
12. 妃殿下を守れ
13. 手紙を探せ1
14. 復讐だぁ！
15. そいつを逃がすな
16. あの土地を買収せよ
17. 星から来た女
18. 夜の急行列車
19. ヒゲをかかずにゃいられない
20. 谷啓の結婚
21. 狭き門より入れ
22. 香港の黒い星
23. さあブタ箱に入りましょう
24. ツイている男
25. にせものあらわる
26. その女を追え

## 参考
- 植木等ショー クレージーTV大全（佐藤利明著、洋泉社）112頁 - 113頁

| 日本テレビ系列 水曜19:30枠 【日本レイヨン一社提供枠】 | 日本テレビ系列 水曜19:30枠 【日本レイヨン一社提供枠】 | 日本テレビ系列 水曜19:30枠 【日本レイヨン一社提供枠】 |
| 前番組                                                | 番組名                                                | 次番組                                                |
| ----------------------------------------------------- | ----------------------------------------------------- | ----------------------------------------------------- |
| ひばり透ショウ                                        | クレイジー作戦 （1962年10月3日 - 1963年3月27日）      | 素敵なデイト （1963年4月3日 - 1963年7月7日）          |